# Cloître des Clarisses de Santa Chiara
Le cloître des Clarisses de Santa Chiara, populairement connu sous le nom de cloître des majoliques, est l'un des trois cloîtres monumentaux du monastère de Santa Chiara à Naples. Il fait partie des sites les plus célèbres et les plus emblématiques de la ville.

## Histoire
Le cloître a été réalisé en 1739 par Domenico Antonio Vaccaro.
À cette époque s'amorce un changement radical qui concerne tout l'ensemble monastique voulu par la dynastie angevine, avec lequel tout le quartier d'origine composé d'édifices religieux ainsi que les intérieurs gothiques est supprimé, au profit de formes artistiques baroques.

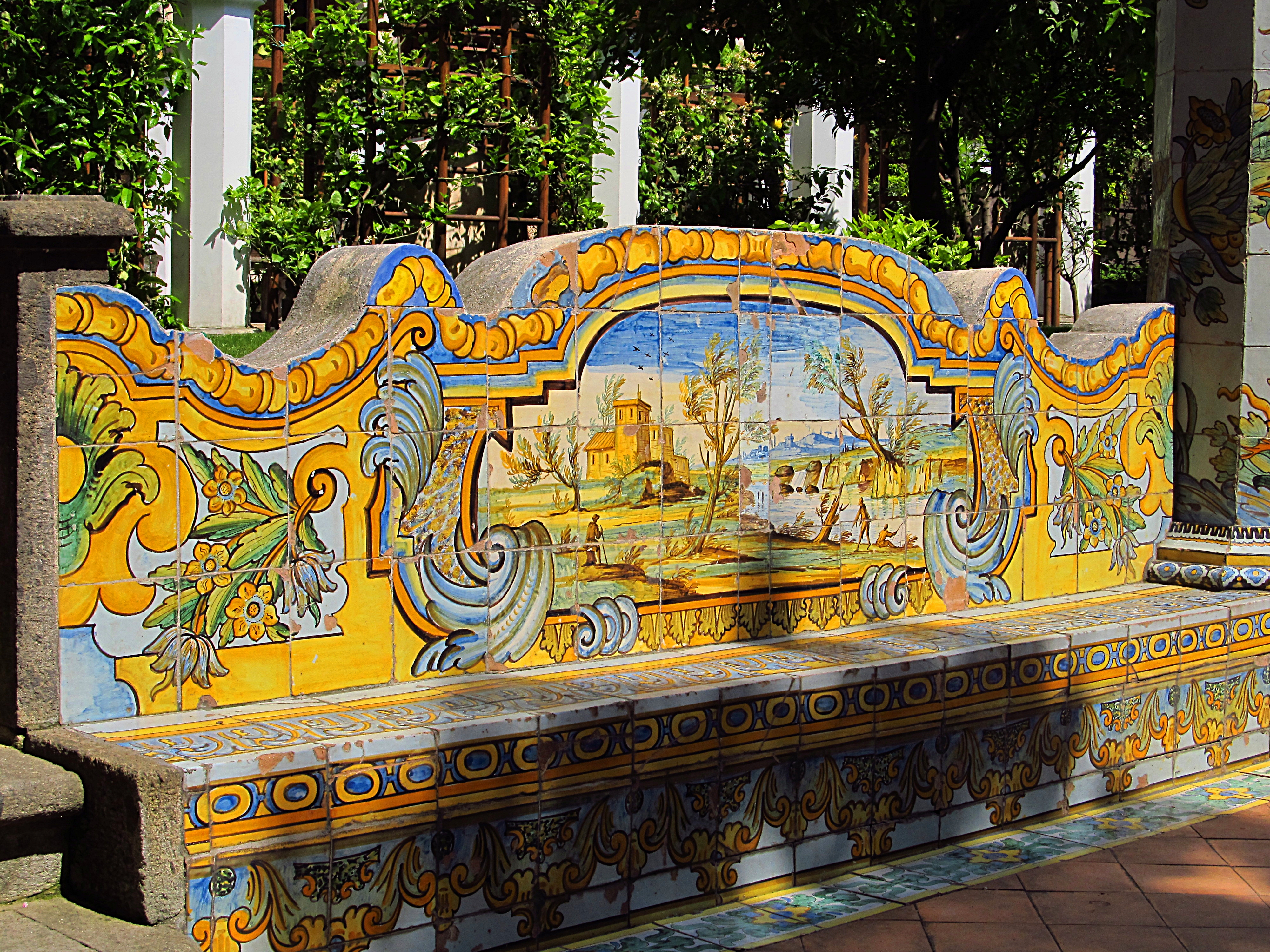
Un banc en faïence

Le grand cloître, bénéficiant d'investissements plus importants pour les restaurations, a été complètement transformé par Domenico Antonio Vaccaro. Il a maintenu la structure d'origine avec ses piliers et ses arcs gothiques mais a totalement redessiné le jardin rustique. Il le divisa en quartiers grâce à deux allées se croisant en angle droit, et surtout l'a décoré de précieuses faïences en majoliques de Donato et Giuseppe Massa qui représentent des paysages napolitains et des scènes bucoliques. Les travaux de modernisation ont également été rendus possibles grâce aux dons de familles aristocratiques et surtout par l'intervention de l'abbesse Ippolita di Carmignano : celle ci a permis une plus grande ouverture vers l'extérieur afin que la nouvelle structure brise l'austérité de l'église gothique voisine, rendant ainsi les espaces plus harmonieux et mêlant architecture et nature de manière à dérouter les hôtes. Au cours de ces interventions, les fontaines du XIVe siècle, qui embellissaient autrefois l'église, ont été transportées à l'extérieur et l'une d'elles a été complètement entourée d'une « mer de majolique ». Cependant, bien que les religieuses disposaient d'une grosse somme d'argent, pour les rénovations, elles demandèrent également une aide supplémentaire à la reine Marie-Amélie de Saxe, épouse du roi d'Espagne Charles III de Bourbon.
Le raid aérien de 1943 qui a détruit la plupart des locaux de la basilique voisine n'a cependant pas réussi à défigurer le cloître des Clarisses de Santa Chiara qui, presque épargné par l'explosion, reste l'un des rares témoignages baroques du monastère.
Après la Seconde Guerre mondiale, en raison des dommages importants subis par le monastère, de nombreux documents historiques relatifs au complexe religieux ont été perdus, ne pouvant donc fournir aucune information sur les fresques des XIVe et XVIIe siècles recouvrant les murs du portique.

## Description

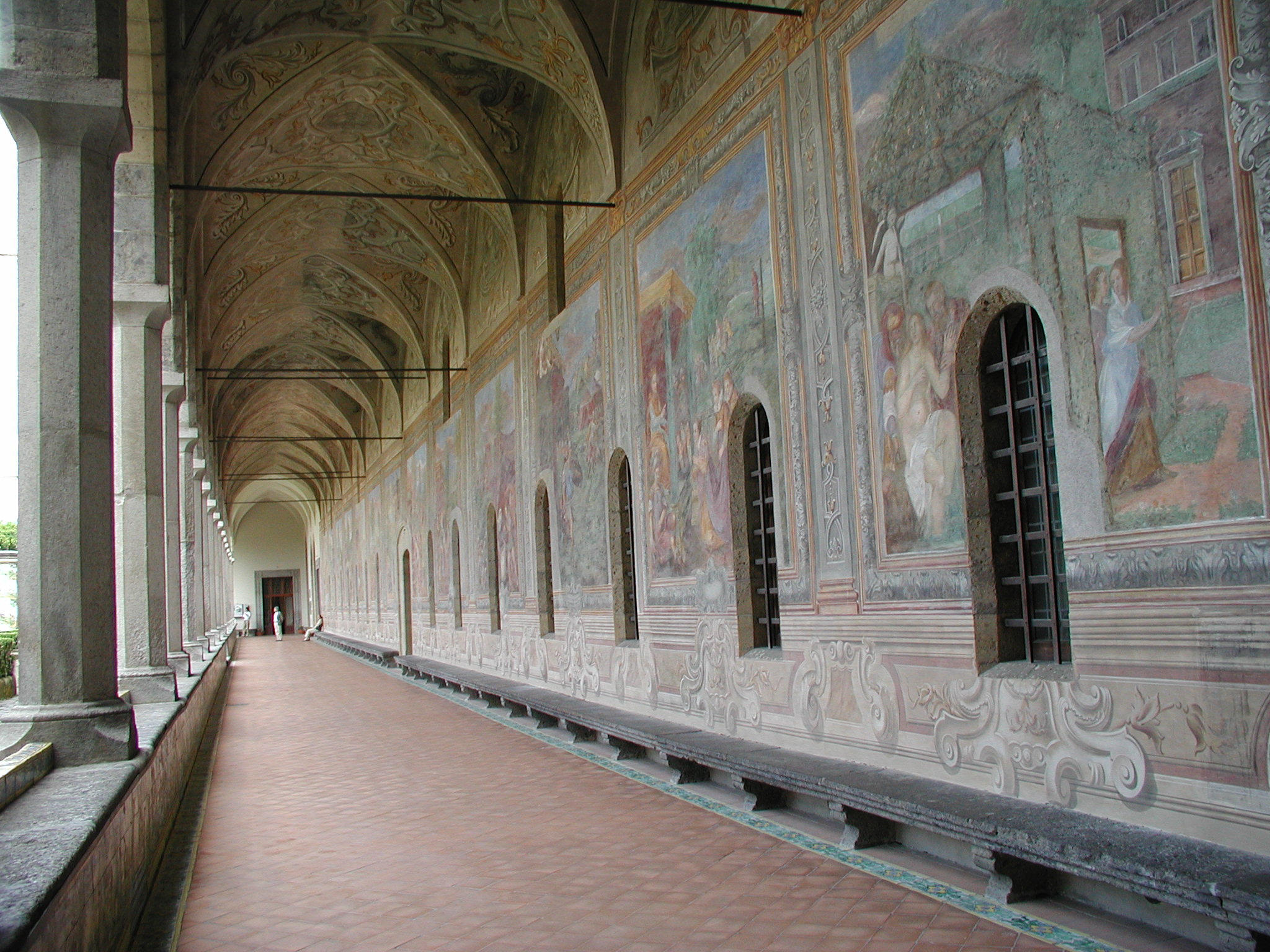
Fresques le long du portique

Le cloître (82,3 × 78,3 m) comporte 72 piliers de différentes tailles et formes octogonales le long du portique surmonté d'arcs en ogive avec voûtes croisées, dont 17 du côté nord et 16 le long des côtés restants. Sur les murs, il y a des cycles de fresques baroques d'un auteur inconnu sur le thème des Histoires franciscaines, tandis que du côté intérieur du portique, il y a des murs décorés de majoliques riggiole avec des paysages. Les piliers du cloître soutiennent une terrasse caractérisée par des cellules, tandis qu'au deuxième étage, une autre terrasse servait de « lieu de délices », surtout parce qu'on avait une vue sur la ville et qu'on pouvait voir la mer.

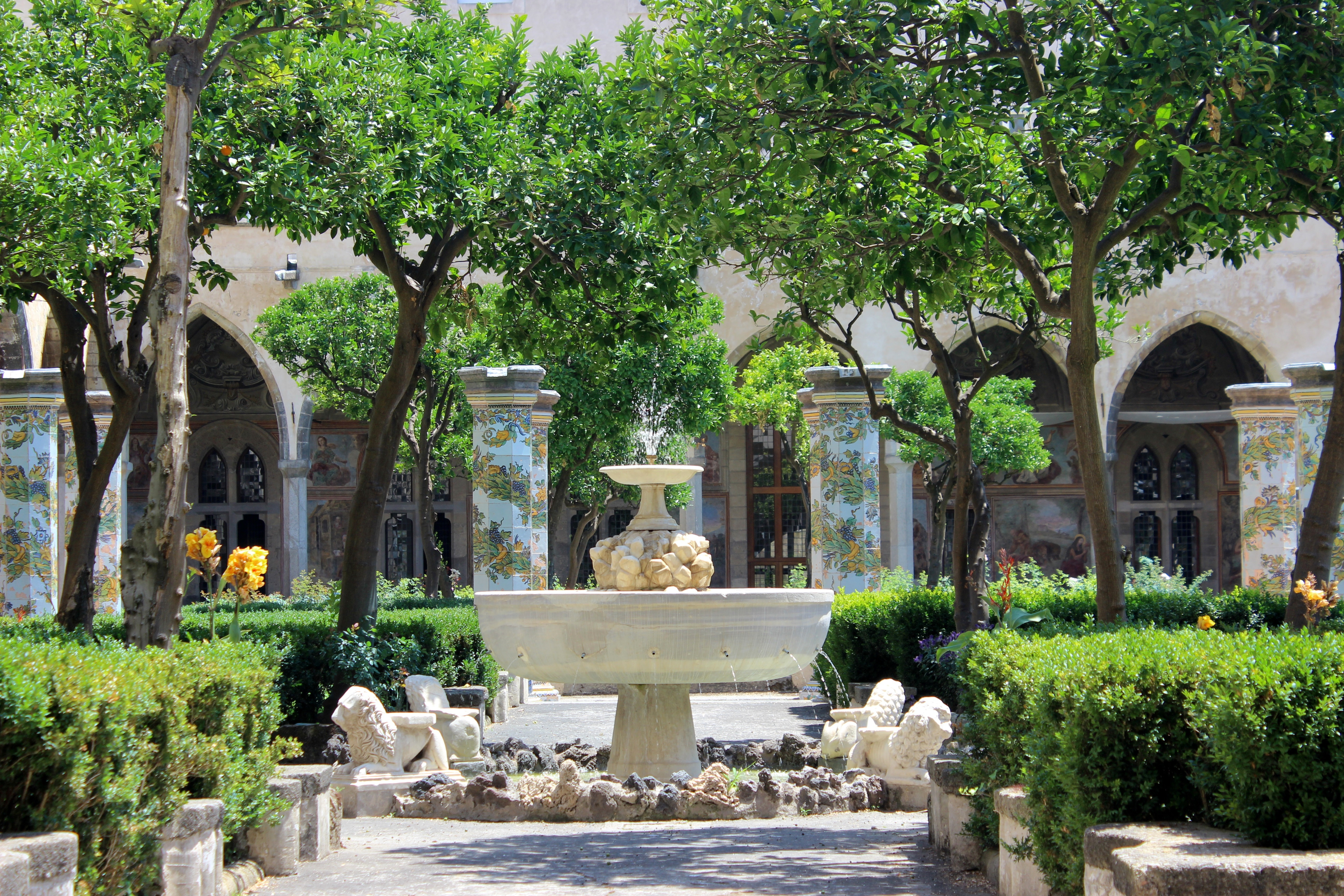
La fontaine aux lions

Le cloître est traversé par deux allées transversales sur un niveau élevé au-dessus de celui des arcades, complétant la transformation grandiose avec 64 piliers en majolique à figures octogonales de fleurs et de fruits. Les allées qui divisent le jardin sont flanquées de bancs et de colonnes également recouverts de majolique avec des Paysages, des Scènes rurales, des Mascarades, des Scènes mythologiques et enfin, parmi les aspects les plus intéressants du cloître, avec des scènes de la vie quotidienne à Naples des XVIIe et XVIIIe siècles. Ces dernières relatent ce qui s'est passé à l'extérieur du complexe à travers des représentations de la ville et de ses allégories qui se réfèrent en tout cas aux quatre éléments : la terre, l'air, le feu et l'eau.
Entre les parterres de fleurs se trouvent deux fontaines à base de majolique, dont l'une est ornée de quatre sculptures de lions du XIVe siècle.
Du côté du cloître de service, au nord, se trouvait auparavant un cimetière, qui a ensuite disparu lors des rénovations du XVIIIe siècle, tandis que de ce même côté se trouve l'accès au Saint Escalier voulu dans les dernières années du XVIIe siècle par l'abbesse Teresa Gattola, l'une des personnalités nobles de l'aristocratie napolitaine active pour la restauration du cloître.